# Longkou
Longkou is een havenstad in de prefectuur Yantai in de oostelijke provincie Shandong, Volksrepubliek China.
Bij de volkstelling van 2020 had de stad 516.205 inwoners.